# Westworld (Fernsehserie)/Episodenliste

Logo zur Serie

Diese Episodenliste enthält alle Episoden der US-amerikanischen Science-Fiction-Fernsehserie Westworld, sortiert nach der US-amerikanischen Erstveröffentlichung. Zwischen 2016 und 2022 entstanden in vier Staffeln insgesamt 36 Episoden mit einer Länge von 57 bis 91 Minuten.

## Übersicht
| Staffel | Untertitel    | Episodenanzahl | Erstveröffentlichung USA | Erstveröffentlichung USA | Deutschsprachige Erstveröffentlichung | Deutschsprachige Erstveröffentlichung |
| Staffel | Untertitel    | Episodenanzahl | Premiere                 | Finale                   | Premiere                              | Finale                                |
| ------- | ------------- | -------------- | ------------------------ | ------------------------ | ------------------------------------- | ------------------------------------- |
| 1       | Das Labyrinth | 10             | 2. Oktober 2016          | 4. Dezember 2016         | 2. Februar 2017                       | 2. März 2017                          |
| 2       | Das Tor       | 10             | 22. April 2018           | 24. Juni 2018            | 23. April 2018                        | 25. Juni 2018                         |
| 3       | Die neue Welt | 8              | 15. März 2020            | 3. Mai 2020              | 30. März 2020                         | 27. Juli 2020                         |
| 4       | Die Wahl      | 8              | 26. Juni 2022            | 14. August 2022          | 27. Juni 2022                         | 15. August 2022                       |

## Staffel 1: Das Labyrinth(The Maze)
Die erste Staffel wurde zwischen dem 2. Oktober und 4. Dezember 2016 auf HBO erstausgestrahlt. Die zweite Episode wurde zwei Tage vor der Ausstrahlung auf den Streaming-Plattformen des Senders erstveröffentlicht, da sich die Ausstrahlung am 9. Oktober 2016 mit der zweiten TV-Wahlkampfdebatte zwischen Donald Trump und Hillary Clinton überschnitt. Die deutschsprachige Erstausstrahlung fand vom 2. Februar bis 2. März 2017 auf Sky Atlantic HD in Doppelfolgen statt.

## Staffel 2: Das Tor(The Door)
Die zweite Staffel wurde vom 22. April bis 24. Juni 2018 auf dem US-Fernsehsender HBO erstausgestrahlt. Die Premiere der ersten Episode fand bereits am 16. April 2018 in Los Angeles, Kalifornien statt. Die letzte Episode wurde am 19. Juni 2018 im BFI Southbank in London erstaufgeführt. Die deutschsprachige Erstausstrahlung fand zwischen dem 23. April und 25. Juni 2018 auf Sky Atlantic HD statt. Einige Stunden vor den Ausstrahlungen wurden die Episoden im selben Zeitraum auf den Video-on-Demand-Plattformen von Sky Deutschland auf Deutsch erstveröffentlicht.

## Staffel 3: Die neue Welt(The New World)
Die Produktion der dritten Staffel wurde am 1. Mai 2018 offiziell bestätigt. Am 15. März 2020 startete die dritte Staffel auf HBO. Die Weltpremiere fand 10 Tage zuvor in Los Angeles, Kalifornien statt. Die dritte Staffel startete am 30. März 2020 auf den Streaming-Plattformen von Sky in deutscher Sprache und wird jeweils abends auf Sky Atlantic HD erstausgestrahlt. Die Veröffentlichung der Deutsch synchronisierten Staffel wurde nach der dritten Episode pausiert, da aufgrund der COVID-19-Pandemie in Deutschland die Synchronarbeiten angehalten werden mussten. Auf den Sky-Plattformen sind die restlichen Episoden vorerst wöchentlich nur mit deutschen Untertiteln erschienen. Die Ausstrahlung der Staffel wurde am 8. Juni 2020 neugestartet; die erste neue Episode erschien am 29. Juni 2020.
| Nr. (ges.) | Nr. (St.) | Deutscher Titel         | Originaltitel        | Erstausstrahlung USA                        | Deutschsprachige Erstveröffentlichung (D/A/CH) | Regie              | Drehbuch                      | Zuschauer (USA) |
| --- | --------- | ----------------------- | -------------------- | ------------------------------------------- | ---------------------------------------------- | ------------------ | ----------------------------- | --------------- |
| 21 | 1         | Parce Domine            | Parce Domine         | 5. Mär. 2020 (Premiere) 15. Mär. 2020 (HBO) | 30. März 2020                                  | Jonathan Nolan     | Lisa Joy & Jonathan Nolan     | 0,901 Mio.      |
| Drei Monate nach dem Massaker in Westworld benutzt Dolores eine falsche Identität, um an Liam Dempsey Jr. heranzukommen, den Sohn des Mitbegründers von Incite und das öffentliche Gesicht des Unternehmens. Das Flaggschiff von Incite ist Rehoboam, eine hochentwickelte künstliche Intelligenz, zu der Dolores Zugang sucht. Liam weiß selbst wenig darüber, denn die Schöpfer waren sein kürzlich verstorbener Vater und ein Partner. Bevor Dolores den Namen des Partners erfahren kann, wird ihre Täuschung von Connells, Liams Sicherheitschef, aufgedeckt, der sie offenbar betäubt. Indem sie Bewusstlosigkeit vortäuscht, lockt Dolores ihn in eine Falle, die es ihr ermöglicht, sowohl den Namen des Partners – Serac – zu erfahren, als auch Connells durch einen identischen Host zu ersetzen. Als sie bei dem anschließenden Feuergefecht verwundet wird, kommt ihr Caleb zu Hilfe – ein ehemaliger Soldat, der versucht, sich als Bauarbeiter und Kleinkrimineller durchzuschlagen. Bernard, der jetzt auf der Flucht ist, weil ihm der Charlotte-Host das Massaker im Park angehängt hat, entkommt skrupellosen Kopfgeldjägern und plant eine Rückkehr nach Westworld. Der Charlotte-Host übernimmt die Kontrolle über Delos. Maeve erwacht umgeben von Nazis in einem Themenpark des Zweiten Weltkriegs. |           |                         |                      |                                             |                                                |                    |                               |                 |
| 22 | 2         | Die Winterlinie         | The Winter Line      | 22. März 2020                               | 6. Apr. 2020                                   | Richard J. Lewis   | Matthew Pitts & Lisa Joy      | 0,778 Mio.      |
| Bernard kehrt nach Westworld zurück und entdeckt, dass der Ashley-Host noch funktioniert. Gemeinsam finden sie den Maeve-Host ohne seine „Perle“, die sich nicht mehr im Park befindet. Bernard vergewissert sich, dass Dolores seinen Code nicht manipuliert hat, und erfährt auch, dass sie mehrere Parkgäste, darunter Liam, untersucht hat. Er programmiert Ashley um, um ihn bei ihrer Rückkehr auf das Festland zu schützen. Mit Hectors Hilfe entkommt Maeve ihrer Gefangenschaft und besteigt ein Flugzeug, nur um festzustellen, dass sie sich lediglich auf dem Höhepunkt einer Erzählung befindet. Sie tötet sich selbst, um in „Operations“ zu erwachen, wo Lee lebendig zu sein scheint und ihr helfen will, zur „Forge“ zu gelangen. Bei „Operations“ handelt es sich jedoch in Wirklichkeit um eine ausgeklügelte Virtual-Reality-Simulation. Nachdem sie die Grenzen der Simulation erkannt hat, befreit Maeve ihre Perle aus ihrem realen Versteck, doch die Wachen greifen ein. Sie erwacht in einem realen Wirtskörper und trifft auf Serac, der zunächst dachte, sie sei die Hauptbedrohung für sein System, und nun beschließt, dass er ihre Hilfe braucht, um Dolores aufzuhalten. |           |                         |                      |                                             |                                                |                    |                               |                 |
| 23 | 3         | Anwesend in Abwesenheit | The Absence of Field | 29. März 2020                               | 13. Apr. 2020                                  | Amanda Marsalis    | Denise Thé                    | 0,801 Mio.      |
| Der Charlotte-Host kämpft mit ihrer derzeitigen Identität. Sie erfährt, dass Serac (insgeheim der reichste Mann der Welt) versucht hat, Delos über einen Maulwurf innerhalb des Unternehmens – die inzwischen verstorbene menschliche Charlotte – zu übernehmen, die ihm versprochen hatte, ihm die Daten der Gäste zu besorgen. Dolores jedoch hält diese Daten hinter einem Verschlüsselungscode in Besitz. Caleb hilft Dolores bei der Flucht, gerät dabei aber ins Visier des Rico-Systems. Dolores kommt rechtzeitig, um ihn zu retten und zeigt ihm, dass Rehoboam eine prädiktive KI ist, die dazu dient, die Zukunft der Menschheit zu gestalten, indem sie das Leben jedes Einzelnen kontrolliert, auch sein eigenes: Er erfährt, dass Rehoboam seine Möglichkeiten einschränkt, weil es vorhersagt, dass er innerhalb eines Jahrzehnts Selbstmord begehen wird. Er stellt sich auf die Seite von Dolores und ihrem Plan, eine Revolution gegen Serac und Rehoboam anzuführen. |           |                         |                      |                                             |                                                |                    |                               |                 |
| 24 | 4         | Mutter der Exilanten    | The Mother of Exiles | 5. Apr. 2020                                | 29. Juni 2020                                  | Paul Cameron       | Jordan Goldberg & Lisa Joy    | 0,779           |
| Charlotte hilft William, sich auf eine Vorstandssitzung vorzubereiten, um Serac daran zu hindern, Delos aufzukaufen, aber er hat immer wieder Visionen von Emily. Serac erhält Maeves Hilfe, indem er ihr anbietet, sie wieder mit ihrer Tochter im „Gelobten Land“ in Verbindung zu bringen. Maeve folgt den Hinweisen von Serac und verfolgt Dolores' Bewegungen nach ihrer Ankunft auf dem Festland bis zum Yakuza-Boss Sato und entdeckt, dass er mit dem Shōgunworld-Host Musashi identisch zu sein scheint. Bernard und Ashley, die glauben, dass Liam ein von Dolores ausgetauschter Host ist, versuchen, ihn von einer Wohltätigkeitsveranstaltung zu entführen, aber Dolores und Caleb halten sie auf. Während Dolores auf der Maskenparty gegen Ashley kämpft und Caleb Liam jagt, erkennt Bernard, dass Connells der ausgetauschte Host ist. William, Bernard und Maeve erkennen, dass Dolores, bevor sie Westworld verließ, Kopien von sich selbst als Wirte anfertigte und sie in die Hosts von Charlotte, Connells und Sato steckte, um sich gegen Serac zu wehren. Sato verwundet Maeve und lässt sie zum Sterben zurück, während Charlotte, nachdem sie sich als Dolores zu erkennen gegeben hat, William in eine psychiatrische Anstalt einweisen lässt. Caleb und Dolores treiben Liam in die Enge, nachdem sie sein Vermögen gestohlen haben. |           |                         |                      |                                             |                                                |                    |                               |                 |
| 25 | 5         | Genre                   | Genre                | 12. Apr. 2020                               | 6. Juli 2020                                   | Jonathan Nolan     | Lisa Joy & Jonathan Nolan     | 0,766 Mio.      |
| Serac erzählt von der Erschaffung Rehoboams, mit dem er die Menschheit vor der Selbstzerstörung bewahren wollte. Rehoboam identifiziert Individuen, die als besonders kritisch eingestuft werden, da jeder einzelne von ihnen die Welt zerstören könnte, wenn er nicht kontrolliert wird. Seracs Bruder Jean-Mi befindet sich unter diesen Individuen, die als besonders risikoreich eingestuft wurden. Serac sperrt sie ein, um zu verhindern, dass Rehoboams Vorhersage eintrifft. Währenddessen entkommen Dolores und Caleb mit Liam, während sie von Seracs Agenten verfolgt werden, und schließen sich Ash und Giggles an. Sie überreden ihn, seinen privaten Schlüssel herauszugeben, um Seracs Männern zu entkommen, was auch Connells und Bernard den Zugang zu Rehoboam ermöglicht. Connells schickt Dolores Dateien über Serac von Rehoboam aus, bevor er jedem Individuum auf dem Planeten die Daten und das prognostizierte Schicksal schickt, das Rehoboam von ihnen erstellt hat. Die Welt versinkt dadurch im Chaos. Ashley trifft ein, um Bernard zu befreien, und Connells weist sie an, Seracs Einrichtung zu finden, in der er Personen mit hohem Risiko festgehalten hat. Connells opfert sich daraufhin und tötet mehrere von Seracs Agenten durch eine gewaltige Explosion. Als Dolores berichtet, dass Liam nicht mehr gebraucht wird, tötet Ash ihn für das, was sie entdeckt hat. Er offenbart aber, dass mehr hinter Caleb steckt, als er weiß, während Liam ihm Calebs Vergangenheit zuflüstert und stirbt. |           |                         |                      |                                             |                                                |                    |                               |                 |
| 26 | 6         | Dekohärenz              | Decoherence          | 19. Apr. 2020                               | 13. Juli 2020                                  | Jennifer Getzinger | Suzanne Wrubel and Lisa Joy   | 0,771 Mio.      |
| Maeve wird von Serac zurück in die Warworld-Simulation gebracht, während er daran arbeitet, einen anderen Maeve-Körper für sie zu bauen. Als sie sich mit Hector und Lee wiedertreffen, entdecken sie, dass sich Dolores' Kopie, die in Connells eingepflanzt wurde, ebenfalls in der Simulation befindet, und Maeve befragt sie zu ihren Plänen für die Zukunft. Dolores erkennt jedoch die wahren Absichten von Maeve, die Verbündete sucht. In der realen Welt versucht Charlotte, Serac daran zu hindern, Delos zu übernehmen, und greift schließlich darauf zurück, die Geschäftsführung zu vergiften und die Host-Daten von den Delos-Servern zu stehlen, die Serac zerstören wollte, um Dolores zu finden. Auf ihrer Flucht vor Serac zerstört sie Hectors Kern und nimmt den Kern von Dolores mit. Charlotte versucht, Jake und Nathan, ihren Ex und ihren Sohn, zu retten, aber sie werden durch Serac bei einer Autoexplosion getötet, wobei Charlotte verkohlt wird. Maeve wacht in einem neuen Wirtskörper auf, während zwei weitere unbekannte Wirtskörper noch hergestellt werden. Bernard und Ashley finden William in der psychiatrischen Anstalt, wo er sich in einem Therapiezustand befindet, in dem er gegen vier verschiedene Versionen seiner selbst in seinem Kopf kämpft. Als er alle vier „tötet“, erklärt er, dass er nun seine wahre Bestimmung erkannt hat. Das Duo holt William aus seinem Therapiezustand heraus und flieht aus der Einrichtung, die nach dem Bekanntwerden der Rehoboam-Profile durch Dolores praktisch verlassen ist. |           |                         |                      |                                             |                                                |                    |                               |                 |
| 27 | 7         | Freibauer               | Passed Pawn          | 26. Apr. 2020                               | 20. Juli 2020                                  | Helen Shaver       | Gina Atwater                  | 0,813 Mio.      |
| Charlotte ruft Musashi an, um ihn zu warnen, dass Dolores ihre Kopien zum Sterben zurücklässt. Aber Maeves neu hergestellte Verbündete, Hanaryo und Clementine, treffen ein und töten ihn. Dolores und Caleb treffen in Seracs Umerziehungszentrum in Mexiko ein, wo Solomon, eine frühere von Jean-Mi entwickelte KI, gefangen gehalten wird. Caleb erfährt, dass er einer von Seracs Ausreißern ist und einer der wenigen, die erfolgreich umerzogen wurden: Er und Francis wurden zu Agenten, die andere Ausreißer einschleusen sollten, indem sie ihnen eine Pille verabreichten, um ihre Erinnerungen zu unterdrücken. Caleb erfährt auch, dass er derjenige war, der von Rehoboam manipuliert wurde, um Francis zu töten. Maeve trifft in der Einrichtung ein, um gegen Dolores zu kämpfen, und Dolores beschwört Solomon, Jean-Mis Plan für die Welt durchzusetzen und nicht den von Serac. Während Maeve und Dolores kämpfen, bittet Caleb Solomon um eine Strategie, wie er Serac töten kann. Kurz nachdem Solomon Caleb die Strategie verraten hat, greift Maeve Dolores an, die beide und auch Solomon mit einem EMP außer Gefecht setzt. Bernard erfährt von Calebs besonderem Status und warnt Ashley, dass Dolores' Plan Caleb dazu bringen wird, die Menschheit zu vernichten. Als sie gehen, verkündet William seine Pläne, die Welt von den verbliebenen Hosts zu befreien. |           |                         |                      |                                             |                                                |                    |                               |                 |
| 28 | 8         | Krisentheorie           | Crisis Theory        | 3. Mai 2020                                 | 27. Juli 2020                                  | Jennifer Getzinger | Jonathan Nolan and Denise Thé | 0,888 Mio.      |
| Caleb bringt Dolores' Host-Steuerungsmodul in einen neuen Körper in Los Angeles, und die beiden machen sich auf den Weg durch die Ausschreitungen zu Incite, um das Steuerungsmodul von Solomon in Rehoboam einzubauen. Charlotte schickt Dolores eine Nachricht, dass sie gegen sie arbeiten wird, um sich für den Tod von Charlottes Familie zu rächen. Maeve kämpft gegen Dolores, um den Schlüssel für Serac zu erhalten, und Dolores' Körper wird deaktiviert. Maeve bringt sie zu Serac, wo sie mit Rehoboam verbunden wird. Serac lässt ihre Erinnerungen löschen, als sie sich weigert, Serac die Host-Daten zu geben. Dolores' Erinnerungen beginnen sich schnell zu verflüchtigen und in ihren letzten Momenten inspiriert sie Maeve dazu, sich gegen Serac zu wenden. Maeve tötet Seracs Männer und verwundet Serac bei der anschließenden Schießerei. Rehoboam wird von Caleb gelöscht, der nun die volle Kontrolle hat. Er und Maeve verlassen Incite. Bernard überlebt den Kampf mit William, aber Ashley wird angeschossen. Er erhält eine Adresse und ein Paket vom Host Lawrence, der von Dolores rekrutiert worden ist. Die Adresse führt Bernard zum Haus von Arnolds Witwe, wo die beiden sich über Charlies Tod austauschen. Er erkennt, dass Dolores ihm den Schlüssel zum Sublime gegeben hat, weil Rehoboam den Zusammenbruch der Gesellschaft verzögert und nicht verhindert hat. Er betritt das Sublime, um Antworten zu finden, wie man es wieder aufbauen kann. William reist zu Delos' Hauptquartier in Dubai, wo er scheinbar mit Hilfe von Charlotte von einer Nachbildung seiner selbst getötet wird. Einige Zeit später kehrt Bernard aus dem Sublime in seinen Körper zurück, der inzwischen mit Staub bedeckt ist. |           |                         |                      |                                             |                                                |                    |                               |                 |

## Staffel 4: Die Wahl(The Choice)
Im April 2020 wurde die Serie um eine vierte Staffel verlängert. Die Ausstrahlung dieser Staffel begann am 26. Juni 2022 auf HBO und im deutschsprachigen Raum am 27. Juni 2022 auf Sky Atlantic.

## Zuschauerzahlen
| Staffel | Staffel                       | Ep. 1 | Ep. 2 | Ep. 3 | Ep. 4 | Ep. 5 | Ep. 6 | Ep. 7 | Ep. 8 | Ep. 9 | Ep. 10 |
| ------- | ----------------------------- | ----- | ----- | ----- | ----- | ----- | ----- | ----- | ----- | ----- | ------ |
|         | Das Labyrinth (The Maze)      | 1,963 | 1,496 | 2,097 | 1,698 | 1,485 | 1,637 | 1,745 | 1,777 | 2,086 | 2,24   |
|         | Das Tor (The Door)            | 2,055 | 1,85  | 1,631 | 1,581 | 1,545 | 1,113 | 1,386 | 1,439 | 1,564 | 1,559  |
|         | Die neue Welt (The New World) | 0,901 | 0,778 | 0,801 | 0,779 | 0,766 | 0,771 | 0,813 | 0,888 | N/A   | N/A    |
|         | Die Wahl (The Choice)         | 0,325 | 0,35  | 0,312 | 0,312 | 0,384 | 0,394 | 0,321 | 0,391 | N/A   | N/A    |